# Pista de Aterrizaje Héctor Silva
La Pista de Aterrizaje Héctor Silva  (en inglés: Hector Silva Airstrip) (Código IATA: BCV - Código OACI: MZBP) es una pista que se localiza en Belmopán, la capital del país centroamericano de Belice. Fue ampliada por el ejército británico en 2002, con el fin de poder recibir aviones más grandes, como el Lockheed C-130 Hércules. 
La pista de aterrizaje tiene una pequeña terminal. No está demarcada adecuadamente. Las Fuerzas de Defensa de Belice utilizan el lugar como instalaciones de aterrizaje temporales utilizables por sus aeronaves.

## Aerolíneas y destinos
Lista de aerolíneas y destinos:
| Aerolíneas | Destinos                                                                    |
| ---------- | --------------------------------------------------------------------------- |
| Tropic Air | Ciudad de Belice (internacional), Ciudad de Belice (municipal), San Ignacio |